# Hygrin
Hygrin, genauer (R)-(+)-Hygrin,  ist ein Pyrrolidin-Alkaloid und gehört außerdem zur Gruppe der Ketone. Es wurde 1889 – zusammen mit Cuscohygrin – zum ersten Mal von Carl Liebermann isoliert.

## Vorkommen
Hygrin ist ein Alkaloid der Kokapflanze, deren Hauptalkaloid Kokain ist. In den Wurzeln der Giftbeere (Nicandra physaloides L.) ist Hygrin mit rund 0,5 Massen-% enthalten.

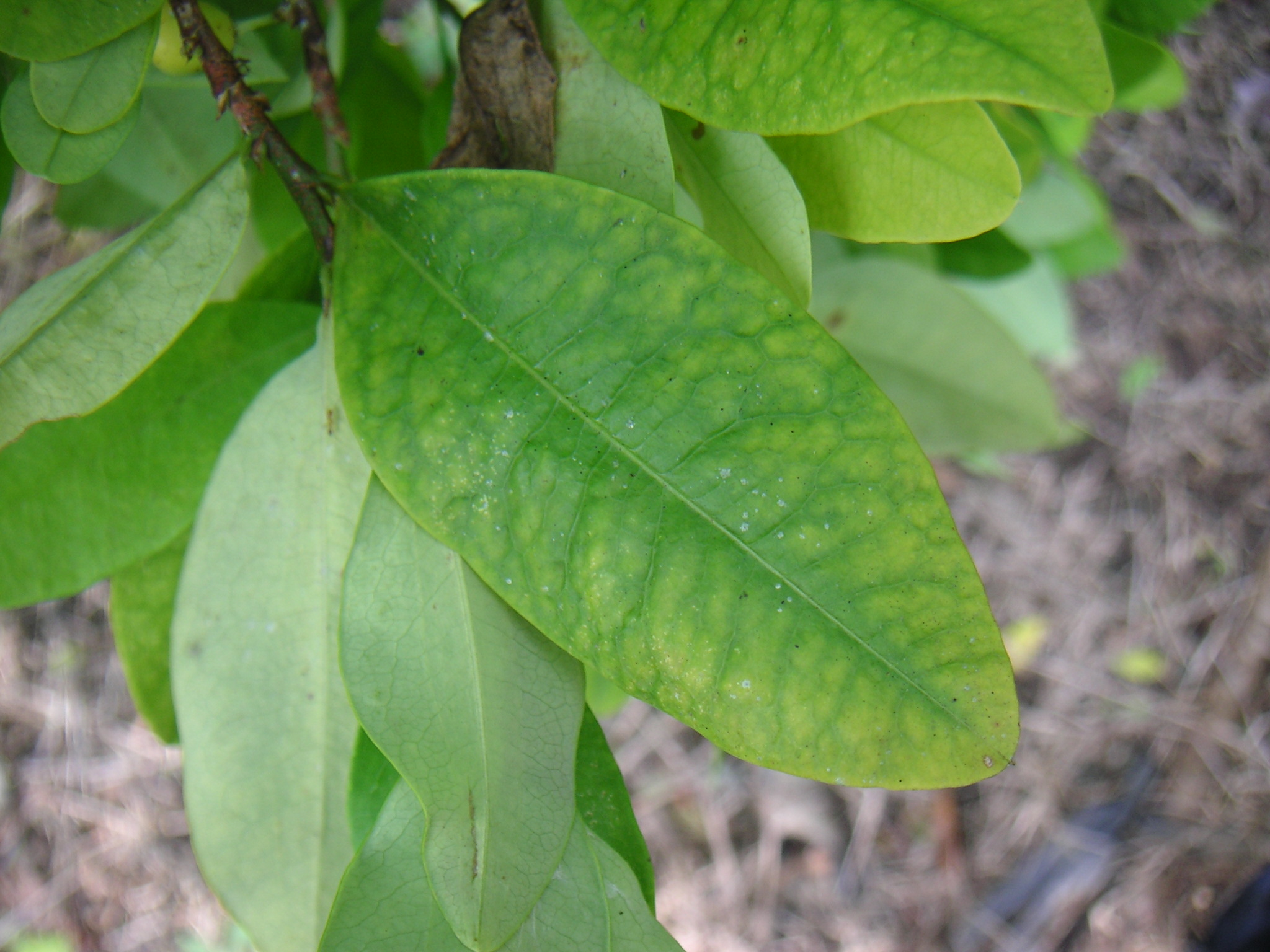
Coca-Blätter
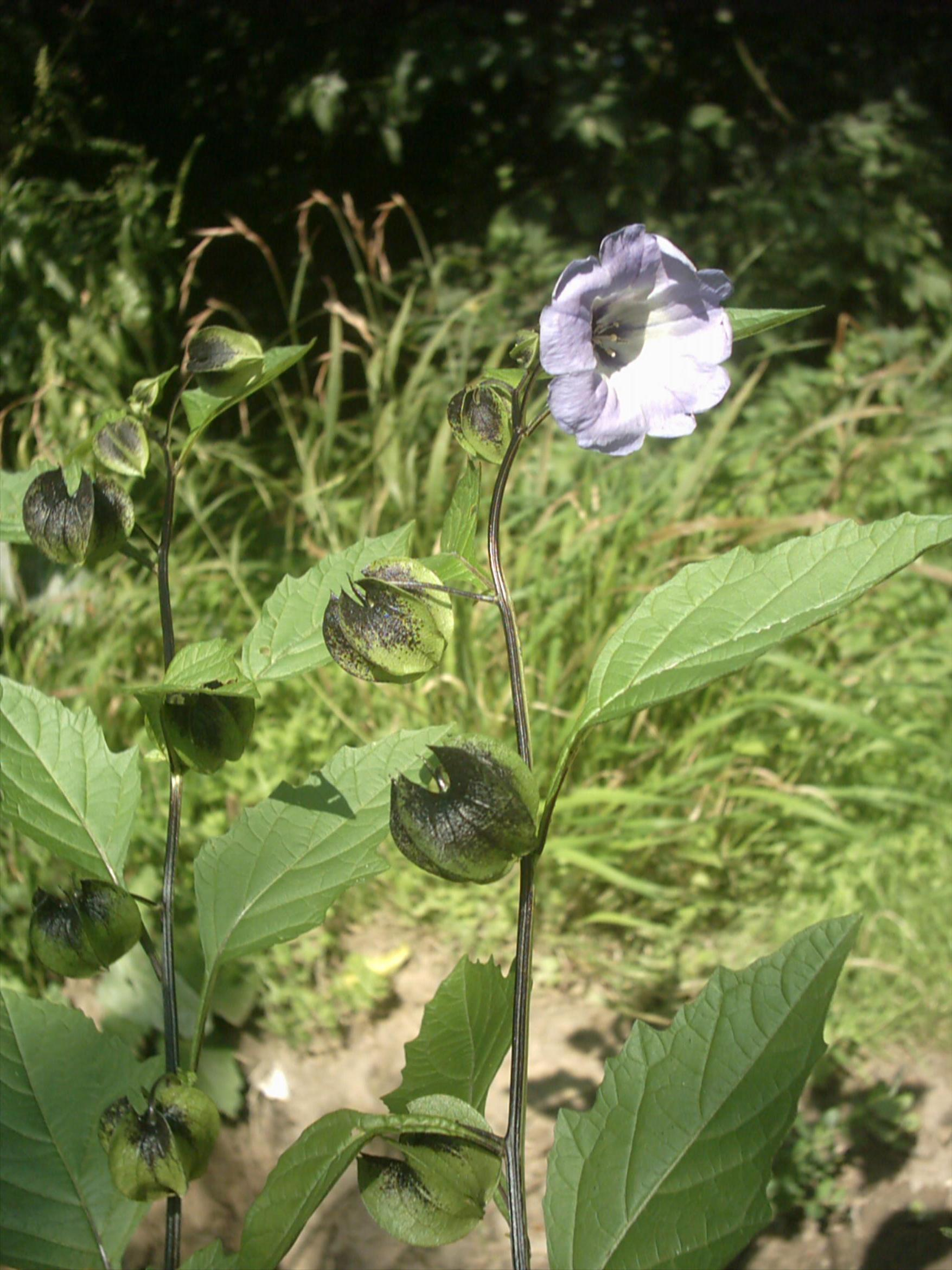
Die Giftbeere (Nicandra physaloides) enthält Hygrin als Hauptalkaloid.

## Biochemische Bedeutung
(R)-(+)-Hygrin dient der Natur als Vorprodukt für die Bildung von Tropan-Alkaloiden,  (S)-(–)-Hygrin ist dafür nicht geeignet.

## Eigenschaften
(R)-(+)-Hygrin racemisiert relativ leicht zu (RS)-(±)-Hygrin.

## Synthese
Es sind zwei Synthesen für (R)-(+)-Hygrin beschrieben. Bei der Methode von Hyeung-geun Park et al. sind eine Phasentransferkatalyse und eine Ringschlussmetathese Schlüsselreaktionen. Bei einer anderen Methode dient ein Derivat der Aminosäure (R)-Prolin als Edukt zur Herstellung von (R)-(+)-Hygrin.